# Fuentes Calientes
Fuentes Calientes est une commune d’Espagne, dans la province de Teruel, communauté autonome d'Aragon comarque de Teruel.

## Démographie
En 2022, elle comptait 89 habitants sur une superficie de 33,86 km².